# فيليبي أرويو دي لا كيويستا
فيليبي أرويو دي لا كيويستا (بالإسبانية: Felipe Arroyo de la Cuesta)‏ هو لغوي إسباني، ولد في 1780، وتوفي في 1842.